# Rossa (Italia)
Rossa (Rossa in piemontese, pronuncia [ˈrʊsa]; Russu in walser) è un comune italiano di 166 abitanti della provincia di Vercelli in Piemonte.

## Geografia fisica
Situata in Val Sermenza, laterale della Valsesia, Rossa è localizzato sul ripido versante sud del Pizzo Tracciora di Cervatto, 200 metri più in alto del fondovalle, e per questo ha sempre sole anche in inverno. Nel paese è presente un'unica strada accessibile in macchina, mentre le frazioni si raggiungono solo a piedi.
Il panorama dal paese è molto suggestivo sul massiccio dei Denti di Gavala e si nota anche la Torre delle Giavine di Boccioleto.
Don Luigi Ravelli descrive Rossa, nel suo Valsesia e Monte Rosa (1924): “Pochi comuni vantano una posizione così amena come Rossa: il clima vi è straordinariamente mite, sicché il suolo produce quasi ogni sorta di frutta, portando a maturanza perfino le pesche e l’uva. La posizione sua poi è delle più felici e le numerose frazioni che costituiscono il comune paiono seminate da una mano gentile delicatissima, che abbia avuto cura di stenderle sul tappeto più verde e di disporle in modo che tutte abbiano a vedersi a valle e tutte possano inebriarsi al sole…”.

## Storia

### Simboli
Lo stemma del comune di Rossa è stato concesso con regio decreto del 13 novembre 1933 e vi sono raffigurati un’aquila dal volo spiegato e un castagno fruttifero su di un prato erboso seminato di pietre.

## Monumenti e luoghi d'interesse
- Chiesa parrocchiale Maria Vergine Assunta, sec. XIX
- Oratorio di San Rocco
- Oratorio della Madonna della Neve (loc. Giavinelle)
- Oratorio della Madonna del Sasso
- Oratorio di San Giovanni il Vecchio (fraz. Piana), sec. XV
- Oratorio di San Giovanni (fraz. Piana), sec. XIX
- Oratorio della Visitazione di Maria Vergine (fraz. Rainero), sec. XVIII
- Oratorio di Santa Lucia (fraz. Salerio)
- Oratorio di Sant'Antonio da Padova (fraz. Ca' dei Bianchi)
- Oratorio dei Santi Fabiano e Sebastiano (fraz. Folecchio)
- Oratorio di San Giacomo e San Francesco di Sales (loc. Piane di Folecchio)
- Oratorio di San Bernardo (fraz. Cerva)

## Società

### Evoluzione demografica
Abitanti censiti

## Cultura

### Cinema
Nel 1986 venne usata come location per alcune puntate della serie televisiva Love Me Licia.

## Amministrazione
| Periodo        | Periodo        | Primo cittadino       | Partito                     | Carica                    | Note |
| -------------- | -------------- | --------------------- | --------------------------- | ------------------------- | ---- |
| 26 giugno 1985 | 24 aprile 1995 | Wilfredo De Dominici  | Democrazia Cristiana        | Sindaco                   |      |
| 24 aprile 1995 | 14 giugno 1999 | Daniele Arbellia      | Lista civica centrosinistra | Sindaco                   |      |
| 14 giugno 1999 | 8 giugno 2009  | Giampaolo De Dominici | Lista civica                | Sindaco                   |      |
| 8 giugno 2009  | 24 agosto 2015 | Marco Defilippi       | Lista civica                | Sindaco                   |      |
| 2 ottobre 2015 | 5 giugno 2016  | Elena Daghetta        |                             | Commissario straordinario |      |
| 6 giugno 2016  | in carica      | Alex Rotta            | Lista civica                | Sindaco                   |      |